# Miss Distrito Federal 2014
Miss Distrito Federal 2014 foi a 53ª edição do concurso que escolheu a melhor candidata brasiliense para representar o Distrito Federal e sua cultura no Miss Brasil. O evento contou com a presença de vinte e duas candidatas de diversas regiões administrativas do Distrito Federal. A noite final da competição foi televisionada para toda a sociedade através da Band Brasília.
Por motivos de força maior, a vencedora do título do ano anterior, Nathália Costa não coroou sua sucessora, coube a última brasiliense eleita Miss Brasil coroar a nova soberana estadual, além disso Jacqueline Meirelles foi uma das juradas do certame. O mesmo ocorreu no famoso e tradicional Centro de Convenções Ulysses Guimarães no dia 23 de Agosto.

## Resultados

### Colocações
| Colocação               | Representação e Candidata |
| Miss Distrito Federal   | - Águas Claras - Luísa Lopes |
| 2º. Lugar               | - Sudoeste - Mabel Soares |
| 3º. Lugar               | - São Sebastião - Wizelany Marques |
| 4º. Lugar               | - Cruzeiro - Letícia Machado |
| 5º. Lugar               | - Taguatinga - Nathália Viana |
| (TOP 10) Semifinalistas | - Ceilândia - Alana Maia - Riacho Fundo II - Sabelli Lima - Santa Maria - Alessandra Brum - SIA - Mariana Fernandes - Vicente Pires - Gabriele Paraizo  |
| (TOP 15) Semifinalistas | - Brazlândia - Laura Barros - Cooperativismo - Ayla Rosadina - Guará - Valeska Araújo - Park Way - Patrícia Costa - Recanto das Emas - Brenda Magalhães |

### Ordem dos Anúncios
| 1. Cruzeiro 2. Ceilândia 3. Vicente Pires 4. São Sebastião 5. Park Way 6. Recanto das Emas 7. Santa Maria 8. SIA 9. Brazlândia 10. Guará 11. Riacho Fundo II 12. Taguatinga 13. Sudoeste 14. Cooperativismo 15. Águas Claras | 1. São Sebastião 2. Vicente Pires 3. Cruzeiro 4. Sudoeste 5. Santa Maria 6. Taguatinga 7. SIA 8. Riacho Fundo II 9. Águas Claras 10. Ceilândia | 1. Taguatinga 2. São Sebastião 3. Sudoeste 4. Cruzeiro 5. Águas Claras |  |

## Representação e Candidata
| - Águas Claras - Luísa Lopes - Brazlândia - Laura Barros - Comerciária - Angle Batista - Cooperativismo - Ayla Rosadina - CAUB - Joici Cardoso - Ceilândia - Alana Maia - Cruzeiro - Letícia Machado - Guará - Valeska Araújo - Jardim Botânico - Yana Diniz - Lago Sul - Rayane Ribeiro - Park Way - Patrícia Costa | - Recanto das Emas - Brenda Magalhães - Riacho Fundo - Ana Clara Queiroz - Riacho Fundo II - Sabelli Lima - Samambaia - Gabriela Carneiro - Santa Maria - Alessandra Brum - São Sebastião - Wizelany Marques - SIA - Mariana Fernandes - Sobradinho - Nicolly Gennova - Sudoeste - Mabel Soares - Taguatinga - Nathália Cristina Viana - Vicente Pires - Gabriele Paraizo |

## Crossovers
Candidatas que já possuem um histórico de participação em concursos:

### Estadual
Miss Distrito Federal
- 2008: Águas Claras - Luísa Lopes
  - (representando a região administrativa de Sudoeste/Octogonal)

### Nacional
Miss Brasil
- 2015: São Sebastião - Wizelany Marques
  - (representando o estado de Tocantins)

Miss Terra Brasil
- 2010: Águas Claras - Luísa Lopes (Indicada) [4]
  - (representando o estado de Pernambuco)

### Internacional
Miss Terra
- 2010: Águas Claras - Luísa Lopes
  - (representando o Brasil, nas Filipinas)

Miss Intercontinental
- 2011: Águas Claras - Luísa Lopes
  - (representando o Brasil, na Alemanha)